# Magnetische declinatie

Magnetische declinatie. Ng is hier de geografische pool, Nm is de geomagnetische pool.

Declinatie (miswijzing) van het kompas tussen 1590 en 1990

De magnetische declinatie of variatie van een kompas wordt veroorzaakt doordat de geografische polen en de  geomagnetische polen een zekere afstand van elkaar liggen.
De geografische pool valt samen met de draai-as van de aarde, voor de geomagnetische pool van het aardmagnetisch veld is dat niet het geval. 
Oriënteert men zich met een kompas op de richting van de geomagnetische pool, dan is er afhankelijk van de locatie op aarde een verschil met de richting van de geografische pool. Dit verschil, de magnetische declinatie, is niet steeds hetzelfde, maar hangt af van waar op aarde men zich bevindt. 
De declinatie of variatie heeft een eigen waarde en een eigen teken. In de navigatie wordt geen + of - teken gebruikt, maar de indicatie O (oost) of E (east) voor het plusteken en de indicatie W (west) voor het minteken. De waarde vinden we terug op variatiekaarten of in de kompasrozen van zeekaarten. Op Engelse zeekaarten staat bijvoorbeeld: var 5°24 W (2002) increasing 6' annually.
De magnetische polen veranderen continu van locatie, daardoor is de declinatie voor elke locatie op aarde door de tijd heen aan verandering onderhevig. Tussen 2015 en 2018 werd een versnelde verandering van locatie van de geomagnetische noordpool geconstateerd van de Canadese kant van de geografische noordpool naar de Siberische kant.
Doordat de veldlijnen van het aardmagnetisch veld een hoek maken met het aardoppervlak, is een magnetisch kompas op de polen en op breedten groter dan 70° niet meer bruikbaar.